# تانگ لینگلینگ
تانگ لینگلینگ (زاده ۸ مارس ۱۹۸۷) یک کاراته کار چینی است. او دو بار در سالهای ۲۰۱۴ و ۲۰۱۸ در بازی‌های آسیایی موفق به کسب مدال نقره شده‌است. در هر دو فینال برابر گوزالیا گافوروا از قزاقستان باخت. او همچنین در بازی‌های آسیایی ۲۰۱۰ که در گوانگژو چین برگزار شد، یکی از مدال‌های برنز در کومیته ۶۸+ کیلوگرم بانوان را بدست آورد.
در مسابقات قهرمانی کاراته آسیا ۲۰۱۳ که در دبی امارات متحده عربی برگزار شد، در وزن ۶۸ کیلوگرم بانوان، موفق به کسب مدال طلا شد.